# LG Hockey Games 2006
Die LG Hockey Games 2006 fanden vom  26. bis 29. April im Stockholmer Ericsson Globe statt. Ein Spiel wurde in der Hartwall Areena in Helsinki ausgetragen.

## Spiele
| 26. April 2006 | Finnland Riku Hahl (58.) | 1:3 (0:0, 0:1, 1:2) | Russland Kirill Kolzow (24.) Igor Jemelejew (51.) Igor Grigorenko (59.) | Hartwall Areena, Helsinki Zuschauer: 7.486 |

| 26. April 2006 | Schweden Fredrik Emvall (9.) Fredrik Emvall (27.) Tony Mårtensson (57.) | 3:0 (1:0, 1:0, 1:0) | Tschechien | Globen, Stockholm Zuschauer: 7.251 |

| 28. April 2006 | Finnland Ville Peltonen (2.) Kalle Kerman (16.) Jukka Hentunen (26.) Jari Viuhkola (46.) Tommi Santala (53.) | 5:1 (2:0, 1:0, 2:1) | Tschechien David Výborný (51.) | Globen, Stockholm Zuschauer: 1.500 |

| 28. April 2006 | Russland Jewgeni Malkin (11.) Alexander Sjomin (14.) Danis Saripow (18.) Danis Saripow (43.) Alexei Michnow (48.) Alexander Sjomin (60.) | 6:7 (3:2, 0:4, 3:1) | Schweden Jörgen Jönsson (16.) Jonas Nordquist (20.) Jesper Mattson (23.) Magnus Johansson (29.) Jesper Mattsson (36.) Christian Berglund (40.) Stefan Pettersson (48.) | Globen, Stockholm Zuschauer: 8.386 |

| 29. April 2006 | Tschechien Patrik Štefan (33.) Petr Hubáček (34.) Ivo Prorok (37.) Zbyněk Irgl (43.) Jan Peterek (59.) | 5:7 (0:4, 3:1, 2:2) | Russland Alexei Michnow (0:46) Igor Jemelejew (6:49) Maxim Suschinski (14:11) Danis Saripow (19:50) Witali Atjuschow (22:04) Alexander Sjomin (43:09) Maxim Suschinski (48:29) | Globen, Stockholm Zuschauer: 3.473 |

| 29. April 2006 | Schweden | 0:2 (0:1, 0:0, 0:1) | Finnland Tommi Santala (1:00) Mikko Koivu (45:41) | Globen, Stockholm Zuschauer: 13.850 |

## Abschlusstabelle
| Pl. |            | Sp | S | U | N | Tore  | Punkte |
| 1.  | Finnland   | 3  | 2 | 0 | 1 | 08:04 | 6      |
| 2.  | Russland   | 3  | 2 | 0 | 1 | 16:13 | 6      |
| 3.  | Schweden   | 3  | 2 | 0 | 1 | 10:08 | 6      |
| 4.  | Tschechien | 3  | 0 | 0 | 3 | 06:15 | 0      |

## Auszeichnungen
Spielertrophäen
- Bester Torhüter:  Daniel Henriksson
- Bester Verteidiger:  Kenny Jönsson
- Bester Stürmer:  Alexander Sjomin

All-Star-Team
Das All-Star-Team wurde durch eine Wahl der Medienvertreter bestimmt.
| Torwart      | Daniel Henriksson                                  |
| Verteidigung | Kenny Jönsson – Aki-Petteri Berg                   |
| Sturm        | Jesper Mattson – Jewgeni Malkin – Alexander Sjomin |